# Поляков, Максим Анатольевич
Макси́м Анато́льевич Поляко́в (укр. Максим Анатолійович Поляков; 23 апреля 1982, Умань, Черкасская область, УССР, СССР) — украинский политик, депутат Верховной рады Украины.

## Биография
Максим Поляков родился в 1982 году в Умани. В 2004 году с отличием закончил Уманский государственный педагогический университет им. П. Тычины по специальности «Финансы». В 2004 году окончил аспирантуру по специальности «Экономика и управление национальным хозяйством». Кандидат экономических наук.
В аспирантуре начал трудовую деятельность. С сентября 2006 по январь 2007 года работал начальником отдела экспорта ООО «Импексагро». С апреля по ноябрь 2008 года — директор ООО «Квадро Авто Груп». До августа 2010 года преподавал на кафедре экономики и менеджмента Уманского филиала Европейского университета. С сентября 2010 по октябрь 2011 года преподавал на кафедре экономики предприятия, финансов и туризма Уманского ГПУ им. П. Тычины.
С октября 2011 по июнь 2012 года — заместитель городского головы по вопросам деятельности исполнительных органов Уманского городского совета, был членом исполнительного комитета Уманского городского совета. С июня 2012 по март 2014 года — эксперт общественной организации «Фронт перемен».
В феврале 2014 года Максим Поляков при помощи теневых схем завладел 13 % акций предприятия «Уманьхлеб» на сумму 150 тыс. гривен, после чего продал этот пакет рейдерам. В результате этих действий предприятие оказалось банкротом.
12 марта 2014 года был назначен членом Национальной комиссии, осуществляющей государственное регулирование в сфере рынков финансовых услуг. Покинул комиссию 19 ноября того же года.

### Депутат Верховной рады Украины
25 ноября 2014 года избран депутатом Верховной рады по избирательному списку партии «Народный фронт».
В конце июня 2017 года Генеральный прокурор Украины Юрий Луценко внёс представление в Верховную раду о согласии на привлечение к уголовной ответственности, задержание и арест Полякова и Борислава Розенблата по подозрению в злоупотреблении властью и взяточничестве на общую сумму 280 тыс. гривен. Ранее, 19 июня, сотрудники НАБУ задержали охранника Розенблата при получении взятки в размере 200 тыс. долларов в Киеве. Согласно сведениям НАБУ, деньги предназначались Розенблату и Полякову.
В ходе заседания регламентного комитета Специализированная антикоррупционная прокуратура показала видеозапись разговора помощницы Максима Полякова Татьяны Любодько с агентом НАБУ, которая выдала себя за представителя фирмы «Фуджейра» из ОАЭ. Разговор, состоявшийся 17 ноября 2016 года, касался внесения изменений в законодательство по добыче янтаря. В ходе разговора агент НАБУ передала Любонько конверт с деньгами. По 5 тыс. долларов предназначались Максиму Полякову, Бориславу Розенблату и и. о. главы Госгеонедр Николаю Бояркину.
11 июля 2017 года по представлению Генерального прокурора Поляков был лишён депутатской неприкосновенности. За снятие неприкосновенности проголосовали 250 депутатов. При этом Верховная рада не дала разрешения на задержание и арест Полякова — за эту меру проголосовало 125 и 111 депутатов соответственно (при необходимом количестве в 226 голосов).
21 июля Соломенский районный суд Киева установил Максиму Полякову залог в размере 304 тыс. гривен, возложил на него обязательство носить электронный браслет, не покидать без уведомления следователей Киев и Умань, а также сдать все загранпаспорта. По сообщениям украинских СМИ, сразу же после вынесения судебного решения правоохранительные органы попытались надеть Полякову электронный браслет, но депутат помешал это сделать. Также он не сдал два своих загранпаспорта, но в конце июля выплатил назначенный судом залог.

## Доходы
По данным электронной декларации за 2016 год, Максим Поляков владел квартирами в Киеве и Умани — площадью 57,3 м² и 48,9 м² соответственно. Также в его владении был земельный участок в селе Чёрная Каменка Маньковского района Черкасской области, площадью 9132 м². Депутат задекларировал ювелирные украшения марки Tiffany, наручные часы Rolex и Ulysse Nardin — без указания их стоимости. Поляков имел 270 тыс. долларов и 65 тыс. гривен наличными, 9 тыс. долларов на банковском счету; также в декларации было указано, что на счету у супруги размещено ещё 12 тыс. долларов. Максим Поляков владел автомобилем BMW X5 (2013 года выпуска) стоимостью 400 тыс. гривен. Заработная плата депутата за 2016 год составила 155 350 гривен. Кроме того, Полякову была возмещена 169 871 гривна за расходы, связанные с выполнением депутатских полномочий, и 168 360 гривен компенсаций за наём гостиничного номера. Также депутат указал доходы от отчуждения движимого имущества — 70 тыс. гривен; доход от отчуждения ценных бумаг и корпоративных прав составил 648 945 гривен, а благодаря «подарку в неденежной форме» от Елены Исаевой Поляков получил доход ещё в 400 тыс. гривен.
В ходе судебного заседания, состоявшегося 21 июля 2017 года, после слов прокурора о том, что на полученные в качестве взятки деньги депутат приобрёл два iPhone, Максим Поляков заявил, что он в состоянии сам себе приобрести дорогие телефоны:

Я работаю с 16 лет. Я не настолько голодранец, чтобы не купить себе два іРhоnе.

## Семья
Женат, супруга Маргарита Геннадиевна Полякова (Лещенко). Сын Матвей.